# Naomi Sims
Naomi Sims (Oxford, Mississippi, 30 de março de 1948 – Newark, 1 de agosto de 2009) foi uma top model dos Estados Unidos. Sims, é considerada a primeira top model negra estadunidense. Foi capa do suplemento Fashion of the Times, do jornal New York Times no ano de 1967. Em 1968 também foi capa da revista Ladies Home Journal e um ano após alcançou fama mundial através de uma foto na revista LIFE sendo considerada a Modelo do Ano.

## Morte
Faleceu de câncer em 1° de agosto de 2009 em Newark, New Jersey.